# Anthar Yahia
Anthar Yahia (Mulhouse, 28 maart 1982) is een Algerijns voormalig professioneel voetballer die speelde als centraal verdediger voor achtereenvolgens Internazionale, SC Bastia, OGC Nice, VfL Bochum, Al-Nassr, 1. FC Kaiserslautern, Espérance de Tunis, Platanias, Angers SCO en US Orléans. Van 2004 tot 2012 was hij tevens actief in het Algerijns voetbalelftal, waarvoor hij drieënvijftig interlands speelde en tot zeven treffers kwam.

## Clubcarrière
Yahia speelde in de jeugd van FC Sochaux en Internazionale, waarna hij bij SC Bastia doorbrak. Via OGC Nice kwam hij in 2006 bij VfL Bochum terecht, waar hij pas vijf jaar later zou vertrekken. Hij speelde erg kort bij Al-Nassr, 1. FC Kaiserslautern en Espérance de Tunis, alvorens hij in januari 2014 een verbintenis voor een half jaar ondertekende bij het Griekse Platanias. Daar vertrok hij een halfjaar later; hij keerde terug in Frankrijk, waar Yahia bij Angers SCO een contract voor twee jaar tekende. In het seizoen 2014/15 speelde hij in het A-elftal geen wedstrijd. Ook de jaargang erop leverde geen optredens op en in januari 2016 verkaste hij naar US Orléans. Daar speelde hij eenentwintig competitiewedstrijden, voor hij in januari 2017 stopte met zijn actieve carrière en sportief directeur werd bij Orléans.

## Interlandcarrière
Yahia maakte zijn debuut in het Algerijns voetbalelftal op 15 januari 2004. Op die dag werd een vriendschappelijke wedstrijd tegen Mali met 0–2 verloren. De verdediger begon in de basis en werd twintig minuten voor tijd gewisseld. Hij werd tevens opgenomen in de selectie van Algerije op het WK 2010, waar de Noord-Afrikanen in de groepsfase uitgeschakeld werden. Yahia speelde tijdens alle drie de duels mee. In 2012 kondigde hij aan te stoppen als interlandspeler.